# Leonhart Schröter
Leonhart Schröter (Torgau, 1532 – Magdeburgo, 1601) è stato un compositore tedesco.
Cantore di Magdeburgo, nel 1571 Giulio di Brunswick-Lüneburg lo nominò bibliotecario di corte, carica che mantenne fino al novembre 1572.
Abbastanza celebri i suoi Inni sacri (1587).